# Ida (nave mercantile)
L'Ida (poi Aalen) è stato un piroscafo da carico italiano (e successivamente tedesco), violatore di blocco durante la seconda guerra mondiale.

## Storia
Costruito tra il maggio 1921 ed il gennaio 1923 nei CRDA di Monfalcone (con numero di costruzione e di assemblaggio 115 e numero di completamento 86) per la Cosulich Società Triestina di Navigazione, l'Ida era un piroscafo da carico da 6123 tonnellate di stazza lorda, 3731 tonnellate di stazza netta e 8756 (od 8560) tonnellate di portata lorda, iscritto con matricola 108 al Compartimento marittimo di Trieste e con numero IMO 5606093. La nave era propulsa da una macchina a vapore a triplice espansione prodotta dalla ditta Cole, Marchant & Morley di Bradford, che sviluppava una potenza di 2300 CV (517 HP nominali). Nel 1932, a seguito della fusione della Cosulich con altre due delle principali compagnie di navigazione italiane (Navigazione Generale Italiana e Lloyd Sabaudo) nell'Italia Flotte Riunite, il piroscafo, la cui stazza lorda era stata lievemente incrementata dapprima a 6126 e poi a 6131 tsl, entrò a far parte della flotta della nuova azienda, che nel 1937 cambiò nome in Italia Società anonima di Navigazione, con sede a Genova.
All'entrata dell'Italia nel secondo conflitto mondiale, il 10 giugno 1940, l'Ida si trovava in navigazione dagli Stati Uniti all'Italia al comando del capitano Vitantonio Ruggeri, con un cario di 7123 tonnellate di merci varie ed utili ai fini bellici, ovvero 4370 tonnellate di fosfati, 1048 di olii lubrificanti, 948 di cotone, 711 di rame e 46 di gomma grezza. La nave riparò pertanto a Las Palmas de Gran Canaria, nell'arcipelago delle Canarie, territorio spagnolo e neutrale, dove venne internata (per altra fonte il piroscafo si trovava nelle acque di Las Palmas al momento della dichiarazione di guerra). Nei successivi mesi la nave stazionò inattiva in tale porto.
Nel frattempo lo Stato Maggiore della Regia Marina aveva proposto ed ottenuto di mettere a punto un piano per far forzare il blocco alleato da parte dei mercantili rifugiati nelle nazioni neutrali più benevole nei confronti dell'Italia (Spagna, Brasile e Giappone) e farli giungere a Bordeaux, base atlantica italiana (Betasom) nella Francia occupata: le navi sarebbero passate sotto il controllo delle forze tedesche, mentre i carichi (ancora a bordo da quando, dopo la dichiarazione di guerra, si erano rifugiate nei porti neutrali) sarebbero stati trasferiti in Italia via terra. Dopo la trasmissione delle istruzioni da seguire per la partenza ed il viaggio, venne organizzata la partenza dei vari mercantili, iniziando dalla Spagna continentale, dalla quale, tra il febbraio ed il giugno 1941, si trasferirono a Bordeaux i mercantili Clizia, Capo Lena ed Eugenio C.. Venne quindi organizzato il trasferimento delle navi che si trovavano nelle Canarie, 17 in tutto. Dato che tuttavia, dopo un anno di inattività, molte unità non erano in condizioni adatte ad affrontare una difficile traversata atlantica in tempo di guerra (le carene erano ricoperte di denti di cane ed alcune navi non erano entrate in bacino di carenaggio da oltre due anni), venne disposto l'invio alle Canarie del capitano di corvetta Eugenio Normand, che ispezionò tutti i mercantili là internati e compilò un dettagliato rapporto in cui individuò in nove le navi che avrebbero potuto prendere il mare: tra di esse vi era l'Ida. Tra aprile e giugno partirono per la Francia, nell'ordine, i mercantili Capo Alga, Burano, Recco, Sangro, Gianna M., Todaro ed Atlanta, tutti giunti a destinazione ad eccezione di Recco, Sangro e Gianna M..
L'Ida fu la penultima nave a partire. Il comandante Ruggeri, dato che il piroscafo avrebbe percorso rotte lontane da quelle usuali delle navi neutrali e nemiche (il che avrebbe ridotto le possibilità di un soccorso, in caso di affondamento, da parte di una nave di passaggio), dispose l'imbarco di numerosi mezzi di salvataggio: due scialuppe provviste del necessario per resistere almeno 15 giorni, due zattere da dodici posti ed una da sei posti, oltre a numerosi salvagente supplementari. Nei locali di macchina e caldaia vennero aperte alcune grandi prese d'acqua, per facilitare un eventuale autoaffondamento, e venne costruita una rete di tubature che riversassero ovunque forti getti di vapore per impedire ad un eventuale equipaggio di preda di tentare di fermare l'autoaffondamento. Su entrambi gli alberi venne sistemata una coffa ad oltre venti metri di altezza, per permettere di avvistare eventuali altre navi prima di essere a propria volta avvistati. Per impedire che qualcuno potesse parlare con estranei della partenza della nave, Ruggeri tenne l'intero equipaggio, eccettuati il primo ufficiale ed il direttore di macchina, all'oscuro della data di partenza, e per lo stesso motivo, in attesa del permesso di salpare dalle autorità italiane, le caldaie vennero messe in pressione già diversi giorni prima della partenza.
Dopo alcuni lavori di camuffamento per fare assomigliare la nave ad un'unità britannica od olandese, alle 21.48 del 29 maggio 1941 il piroscafo mollò gli ormeggi, manovrò per uscire dal porto e quindi, alle 22.18, giunse in mare aperto navigando a tutta forza, nel tentativo di blocco alleato e raggiungere Bordeaux. Inizialmente, nel timore di un avvistamento, causa l'eccellente visibilità, dall'isola di El Hierro, la nave assunse rotta per sudovest, per poi posizionarsi, dopo non molto, sulla rotta prestabilita. Sino al 7 giugno l'Ida procedette senza nessun problema od avvistamento, mentre nel pomeriggio dell'8 avvistò un altro mercantile che procedeva verso sudovest: la nave italiana accostò subito a dritta, venendo tuttavia imitata dall'unità sconosciuta, che però, con una nuova accostata, si allontanò e scomparve. L'Ida riprese perciò la navigazione verso nord.
Nella serata del 10 giugno, in posizione 43°08' O e 21°04' E, la nave italiana captò alla radio (e poi, per conferma, al radiogoniometro) una trasmissione radio estremamente vicina (a qualche miglio di distanza): grazie alla fitta nebbia, l'Ida poté tuttavia modificare la rotta ed allontanarsi senza problemi (continuando a tenere sotto controllo il segnale, che andò via via scomparendo), proseguendo quindi nella foschia.  Il 14 giugno, alle quattro del pomeriggio, il piroscafo avvistò la costa nei pressi del confine tra Francia e Spagna, ricevendo dal semaforo di Saint-Jean-de-Luz l'ordine di attendere in zona l'arrivo del pilota: il comandante Ruggeri, non reputando sicuro trattenersi in mare aperto, esposti alle insidie nemiche, dopo la lunga navigazione (dalla partenza la nave aveva percorso 3576 miglia), preferì accostare e porsi all'àncora nel vicino porticciolo. Il mattino seguente giunsero sul posto le unità tedesche di scorta, cinque M-Boote, ed alle dieci del mattino l'Ida ripartì alla volta della Gironda, entrandovi il 16 giugno ed ormeggiandosi a Bordeaux il 17 giugno.
Successivamente all'armistizio dell'8 settembre 1943 l'Ida venne catturata dalle forze tedesche, venendo formalmente confiscata il 28 settembre 1943 e consegnata all'armatore tedesco John T. Essberger, di Amburgo. Nel dicembre 1943 la nave, ribattezzata Aalen (per altra fonte il nome venne cambiato il 27 aprile 1944, mentre secondo altra fonte il nome Aalen era fittizio), lasciò i porti della Francia e, attraversato il canale della Manica, giunse in Mar Baltico.
Il 22 ottobre 1944 (per altra fonte il 23 novembre 1944) il piroscafo, in navigazione sulla rotta Gotenhafen-Kristiansand, urtò accidentalmente, in posizione 54°38' N e 12°25' E (al largo di Darßer Ort), il relitto della nave passeggeri Gneisenau, affondando a sua volta, il giorno seguente, al largo dello Jutland), 18 miglia ad est di Geddlse Odde sull'isola di Falster (Danimarca). Il relitto giace ad una profondità di 16 metri.